# Euxoa cinereopallida
Euxoa cinereopallidus là một loài bướm đêm thuộc họ Noctuidae. Nó được tìm thấy ở British Columbia, Alberta và Saskatchewan in Canada. Nó cũng được tìm thấy ở Hoa Kỳ, bao gồm Utah và Texas.
Sải cánh dài khoảng 32 mm.